# Константин (Якумакис)
Митрополи́т Константи́н (греч. Κωνσταντίνος Γιακουμάκης; род. 1960, Ханья) — епископ Элладской православной церкви, митрополит Мегарский и Саламинский (с 2014).

## Биография
Родился в 1960 году в городе Ханья, на острове Крит, в Греции. Окончил Ризарийскую богословскую школу в Афинах, высшую богословскую школу (Ανωτέρα Εκκλησιαστική Σχολή Αθηνών), после чего обучался в богословском институте Афинского университета.
В 1983 году был рукоположен в сан диакона, а в 1986 году — в сан пресвитера, после чего служил в церкви святой Екатерины в Петралоне. Позднее был протосинкеллом в Афинской архиепископии.
С 1995 года исполнял обязанности кодикографа Священного синода Элладской православной церкви, а с 2006 года — в личном кабинете председателя Синода.
10 октября 2014 года решением Священного синода иерархии Элладской православной церкви был избран (58 голосами из 78 избирателей) для рукоположения в сан митрополита Мегарского и Саламинского (архимандрит Хризостом (Папатанасиу) набрал 15 голосов и архимандрит Ахиллиос (Цуцупас) — 2 голоса; 1 бюллетень был пустой и 2 — недействительных).
11 октября 2014 года в соборе святого Дионисия Ареопагита в Афинах состоялась его архиерейская хиротония. В хиротонии приняли участие: архиепископ Афинский Иероним (Лиапис), митрополит Ларисский Игнатий (Лаппас), митрополит Дидимотихский Дамаскин (Карпафакис), митрополит Ксантийский Пантелеимон (Калафатис), митрополит Никейский Алексий (Врионис), митрополит Касторийский Серафим (Папакостас), митрополит Кассандрийский Никодим (Коракис), митрополит Идрский Ефрем (Стенакис), митрополит Пирейский Серафим (Мендзелопулос), митрополит Сироский Дорофей (Поликандриотис), митрополит Сидирокастрийский Макарий (Филофеу), митрополит Камерунский Григорий (Стергиу) (Александрийский патриархат), митрополит Патрский Хризостом (Склифас), митрополит Коринфский Дионисий (Мандалос), митрополит Мессинийский Хризостом (Савватос), митрополит Лефкасский Феофил (Манолатос), митрополит Фиванский Георгий (Мандзуранис), митрополит Илийский Афинагор (Дикеакос), митрополит Закинфский Дионисий (Сифнеос), митрополит Кифисийский Кирилл (Мисьякулис), митрополит Неоионийский Гавриил (Папаниколау), митрополит Никопольский Хризостом (Циринкас), митрополит Яннинский Максим (Папаяннис), митрополит Элассонский Харитон (Тумбас), митрополит Фессалиотидский Тимофей (Антис) и епископ Элефсинский Дорофей (Мурдзукос) и епископ Салонский Антоний (Аврамиотис).
31 октября 2014 года в Успенском соборе состоялась его интронизация.